# 布拉提斯拉瓦1區

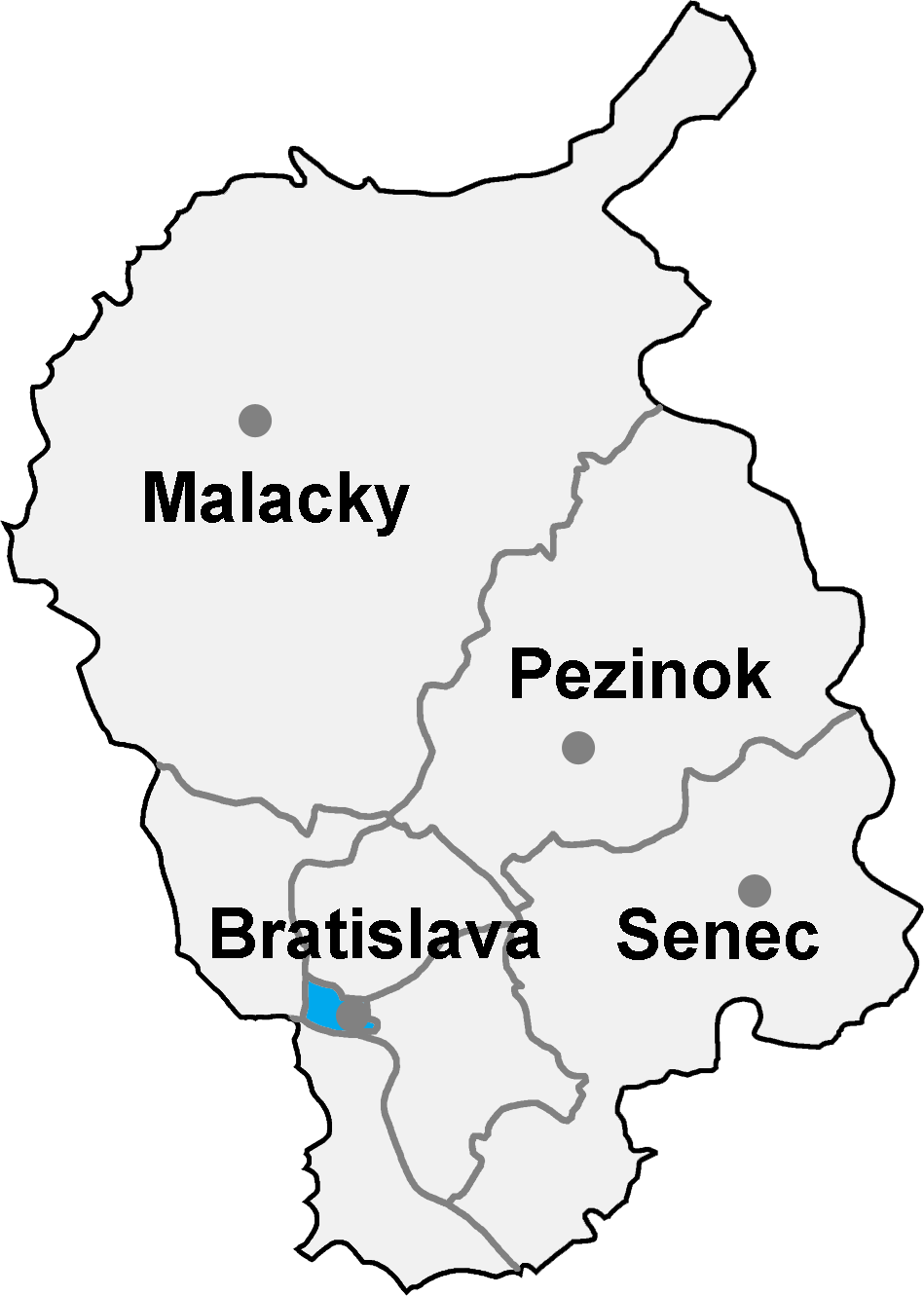

布拉提斯拉瓦1區（Bratislava 1）是斯洛伐克首都布拉提斯拉瓦的一個區，範圍是布拉提斯拉瓦老城。布拉提斯拉瓦1區面積只有10平方公里，是斯洛伐克面積最小的一個區，也是布拉提斯拉瓦的五個區中唯一一個完全被其他四個區包圍的區。據2004年統計，布拉提斯拉瓦1區有人口42,858人，人口密度每平方公里4,300人。